# Antonín Ctibor
Antonín Ctibor (31. května 1855 Tábor – 5. července 1933 Uherské Hradiště) byl učitel, ředitel školy a kulturní pracovník ve Slaném. Rovněž přispíval do kulturních a odborných časopisů.

## Život
Narodil se v Táboře, kde také vystudoval nižší gymnázium. Pokračoval ve studiu na vyšším gymnáziu v Písku. Po maturitě odešel studovat polytechniku do Prahy. Z existenčních důvodu přešel na učitelství. Půdobil jako učitel ve Velvarech a později ve Slaném. V roce 1899 byl jmenován ředitelem měšťanské školy v Kralupech nad Vltavou. Přispíval do novin a časopisů, například: Rozhledy (nakladatel Josef Pelcl), Svobodný občan, Čas či Učitelské noviny. Je rovněž jedním z redaktorů Ottova slovníku naučného. Zapojoval se do učitelských organizací Ústřední spolek jednot učitelských a Spolek učitelstva měšťanských škol.
Ve Slaném se zapojil do kulturního života města. Hrál ochotnické divadlo a od roku 1888 vedl slanský ochotnický spolek. Byl jedním ze zakládajících členů muzejního a literárního spolku "Palacký", kustodem městského muzea a redaktorem jeho časopisu Slanský obzor.
Je pohřben na městském hřbitově ve Slaném.